# BAIC Senova X25
BAIC Senova X25 – samochód osobowy typu crossover klasy subkompaktowej produkowany pod chińską marką BAIC w latach 2015–2020.

## Historia i opis modelu

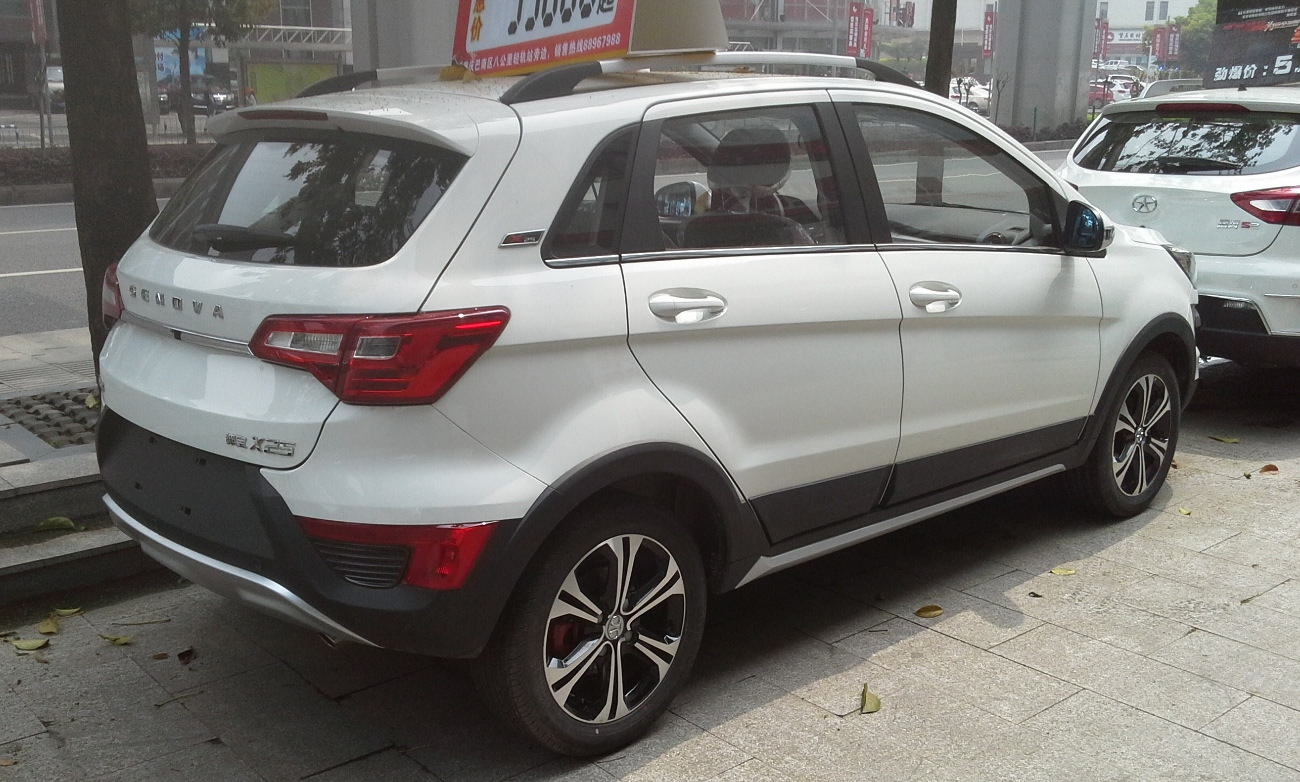
BAIC Senova X25 - tył

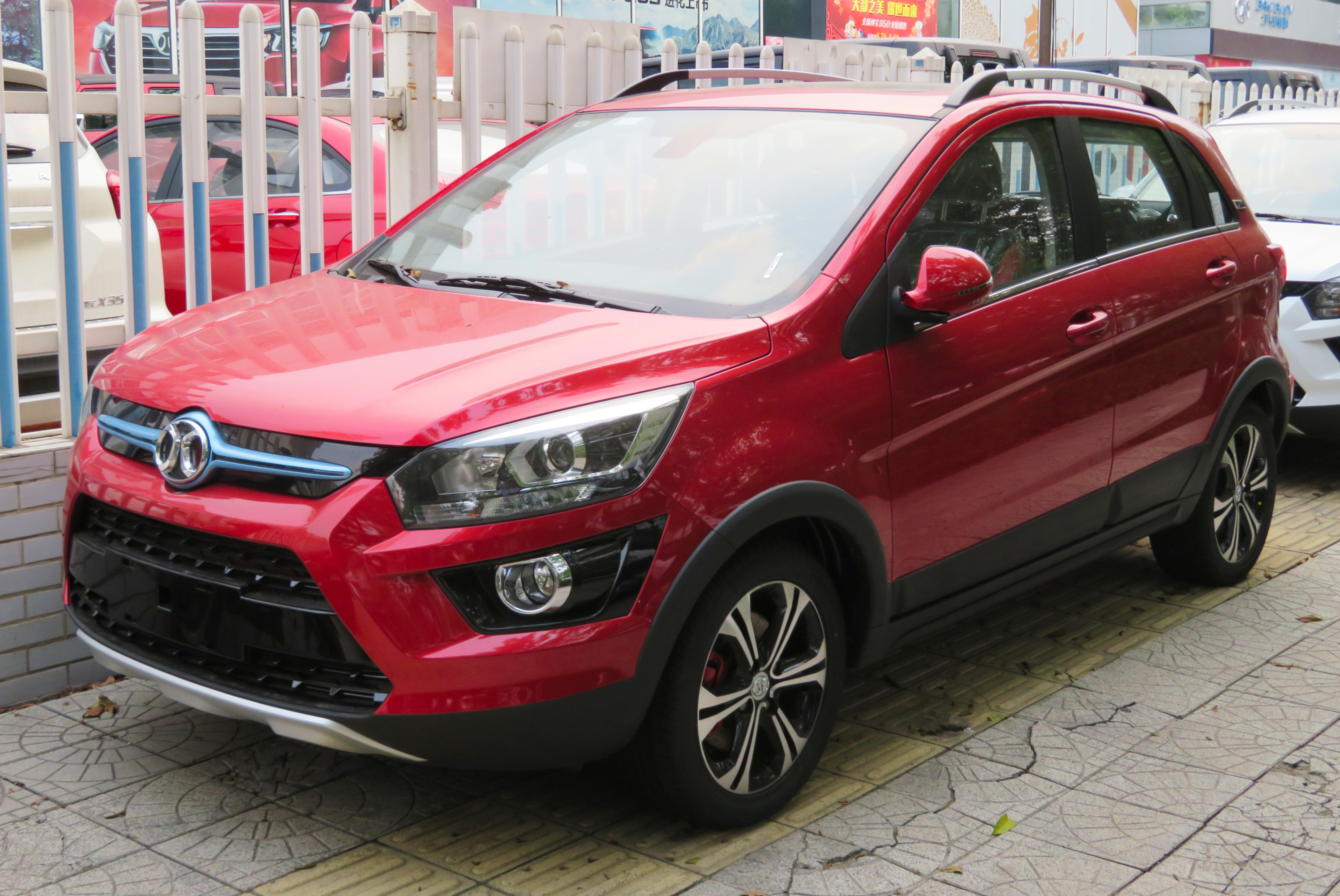
BAIC BJEV EX360

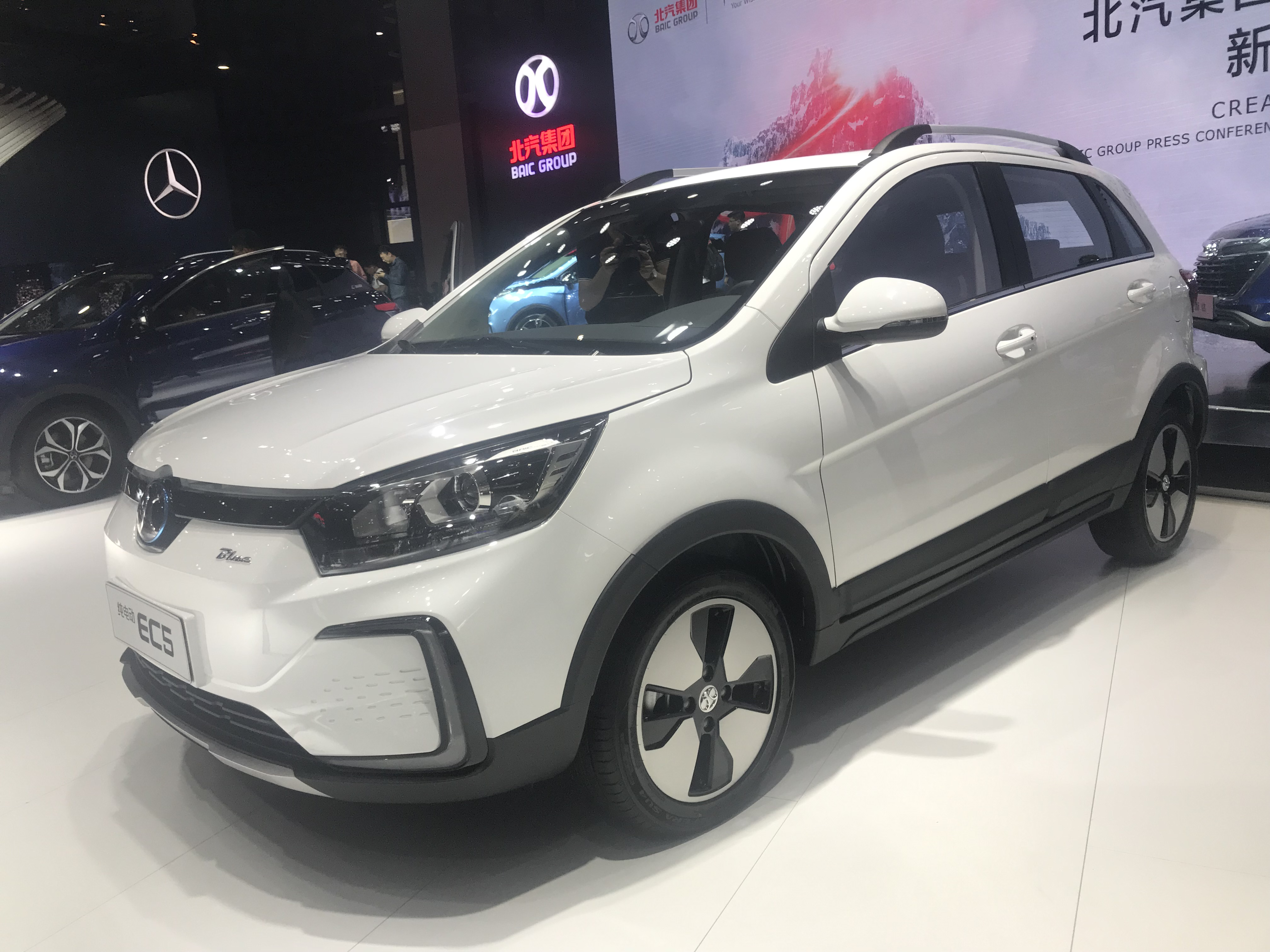
BAIC BJEV EC5 po liftingu

Chińskie przedsiębiorstwo BAIC jesienią 2015 roku zdecydowało się poszerzyć swoją ofertę modelową o crossovera opartego na bazie osobowego modelu D20, podobnie jak on zasilającego linię modelową Senova. Wzorem debiutującego równolegle, bliźniaczego modelu Changhe Q25 o bardziej luksusowym charakterze, także i BAIC Senova X25 charakteryzował się wysokim prześwitem, dodatkowymi nakładkami na progi, nadkola i zderzaki. Co więcej, samochód zyskał unikalny wygląd przedniej i tylnej części nadwozia, charakteryzując się strzelistymi reflektorami i dużym wlotem powietrza.
Producent zdecydował się nadać unikalny projekt wyglądowi deski rozdzielczej, gdzie umieszczono charakterystyczne okrągłe nawiewy w konsoli centralnej, a także umieszczony nad nimi ekran dotykowy systemu multimedialnego.
W przeciwieństwie do pokrewnego D20, gama silnikowa crossovera X25 została ograniczona tylko do jednej benzynowej jednostki napędowej o pojemności 1,5-litra i mocy 111 KM.

### BJEV EX360/EC5
W marcu 2018 roku BAIC przedstawił napędzany prądem wariant Senovy X25 zasilający dedykowaną dla elektrycznych pojazdów linię modelową BJEV. BAIC BJEV EX360 nie zysał różnic wizualnych, otrzymując układ napędowy współtworzony przez baterię o pojemności 48 kWh, rozwijając moc 107 KM i 408 kilometrów maksymalnego zasięgu na jednym ładowaniu.
W maju 2019 roku w ramach wdrożenia nowego porządku nazewnictwa dla elektrycznych modeli z linii modelowej BJEV, samochód otrzymał nową nazwę BAIC BJEV EC5. W jej ramach pojazd zyskał przemodelowany wygląd zarówno przedniego, jak i tylnego zderzaka nadając mu bardziej indywidualny wygląd w stosunku do wariantu spalinowego. 

### Sprzedaż
BAIC Senova X25 w pierwszej kolejności trafił do sprzedaży na rodzimym rynku chińskim, gdzie dostawy do klientów rozpoczęły się pod koniec 2015 roku. Poczynając od 2016 roku, producent rozpoczął także sprzedaż crossovera na rynkach globalnych jak m.in. Egipt, RPA czy Meksyk. Na Sri Lance produkcję zlecono lokalnemu przedsiębiorstwu Micro Automobiles, podobnie jak w przypadku modelu D20.

### Silnik
- R4 1.5l A151